# Cabildo insulaire de Grande Canarie
Pour les articles homonymes, voir Cabildo.

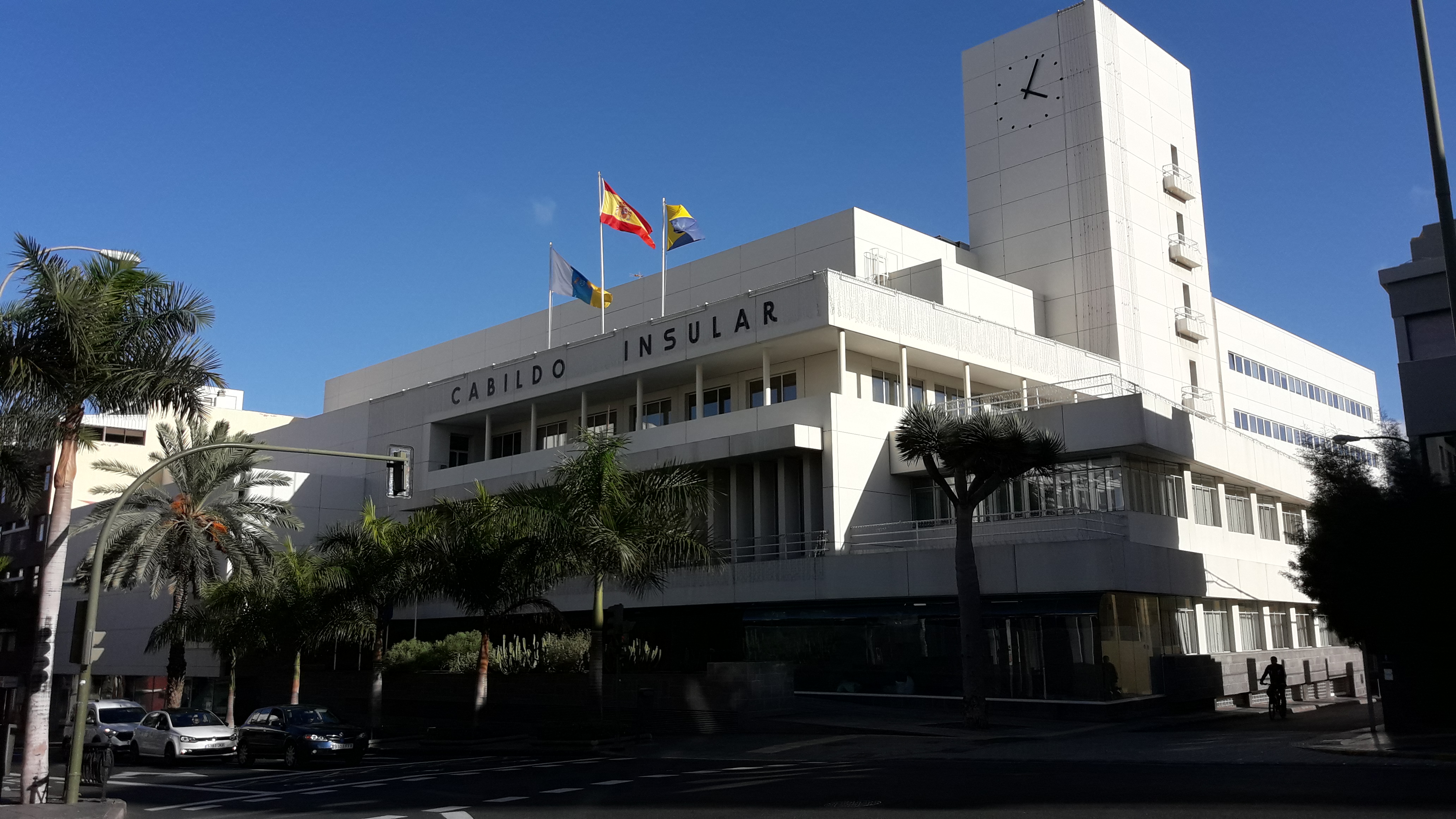
Casa Palacio, siège du Cabildo de Grande Canarie.

Le Cabildo insulaire de Grande Canarie est l'organe de gouvernement de l'île de Grande Canarie dans les îles Canaries. Comme tous les cabildos, il a été créé par la loi des cabildos de 1912. C'est une institution administrative et de gouvernement spécifique aux îles Canaries, qui au-delà des fonctions de gouvernement insulaire, apporte des services et exerce des compétences propres à la communauté autonome canarienne.
Depuis juin 2015, le Cabildo de Grande Canarie est présidé par Antonio Morales Méndez du parti Nouvelles Canaries.